# S/MIME
S/MIME (Secure/Multipurpose Internet Mail Extensions) is een standaard voor het beveiligd verzenden van e-mail die in een MIME-structuur is gevat. Tegenwoordig is bijna alle e-mail in MIME gecodeerd.
S/MIME gebruikt  hybrid encryption scheme met een publieke sleutel om het bericht te versleutelen en digitaal te ondertekenen.